# Jańczurowski Potok
Jańczurowski Potok, Jańczurowski – potok, prawostronny dopływ Ochotnicy.
Potok wypływa z dwóch źródeł na wysokości 952 i 953 m na północnych stokach Pasterskiego Wierchu w Paśmie Lubania w Gorcach. Obydwa źródła mają wydajność 150 l/godz. Wypływające z nich cieki łączą się z sobą na wysokości 690 m i od tego miejsca potok spływa jednym, krętym korytem. Na wysokości ok. 425 m w należącym do Ochotnicy Dolnej osiedlu Jańczury uchodzi do Ochotnicy.
Cała zlewnia Jańczurowskiego Potoku znajduje się w granicach wsi Ochotnica Dolna w województwie małopolskim, w powiecie nowotarskim, w gminie Nowy Targ. W większości są to porośnięte lasem strome zbocza górskie. Tylko dolna część dna doliny potoku to zajęte przez pola uprawne i zabudowania obszary osiedla Jańczury.